# Чистерна (Анкона)
Чистерна (итал. Cisterna) насеље је у Италији у округу Анкона, региону Марке.
Према процени из 2011. у насељу је живело 2 становника. Насеље се налази на надморској висини од 27 м.